# Pranas Talzūnas
Frank Konstant Talzūnas, noto in lituano come Pranas Talzūnas (Chicago, 23 maggio 1913 – maggio 1984), è stato un cestista statunitense naturalizzato lituano.

## Carriera
Nato negli Stati Uniti da genitori emigrati dalla Lituania, ha vinto l'oro agli Europei 1937 proprio con la maglia della Lituania, venendo nominato miglior giocatore del torneo.